# Mike Tagg
Mike Tagg, właśc. Michael John Tagg (ur. 13 listopada 1946 w East Ruston) – brytyjski lekkoatleta, długodystansowiec, wicemistrz Europy z 1969.
Zajął 13. miejsce w biegu na 10 000 metrów na igrzyskach olimpijskich w 1968 w Meksyku.
Swój największy sukces odniósł na mistrzostwach Europy w 1969 w Atenach, gdzie zdobył srebrny medal w biegu na 10 000 metrów, przegrywając jedynie z Jürgenem Haase z NRD, a wyprzedzając Nikołaja Swiridowa ze Związku Radzieckiego. Zajął 7. miejsce w tej konkurencji na mistrzostwach Europy w 1971 w Helsinkach.
Zdobył brązowy medal w biegu na 10 000 metrów na uniwersjadzie w 1970 w Turynie.
Zwyciężył w rywalizacji juniorów w międzynarodowych mistrzostwach w biegach przełajowych w 1966 w Rabacie, a jako senior w międzynarodowych mistrzostwach w biegach przełajowych w 1970 w Vichy.
Był wicemistrzem Wielkiej Brytanii (AAA) w biegu a 6 mil w 1968 i w biegu na 10 000 metrów w 1969.
Rekordy życiowe Tagga:
| Konkurencja           | Data i miejsce              | Wynik    |
| --------------------- | --------------------------- | -------- |
| bieg na 2 mile        | 21 sierpnia 1971, Edynburg  | 8:28,2   |
| bieg na 5000 metrów   | 5 września 1971, Monachium  | 13:41,4  |
| bieg na 10 000 metrów | 13 listopada 1971, Helsinki | 28:14,65 |

Jego siostra Mary Green była również lekkoatletką, specjalizującą się w biegu na 400 metrów, podobnie jak Mike Tagg olimpijką z 1968.